# Japonica lutea
Japonica lutea is een vlinder uit de familie van de Lycaenidae. De wetenschappelijke naam van de soort werd als Dipsas lutea in 1865 gepubliceerd door William Chapman Hewitson.